# ジェボンズのパラドックス

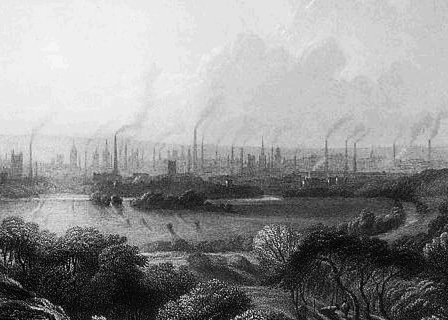
19世紀、イングランド北西部マンチェスターの工場群。技術進歩によって石炭は産業革命の主要なエネルギー源となり、その消費量は大幅に増加した。

ジェボンズのパラドックス（英語: Jevons paradox）とは、技術の進歩により資源利用の効率性が向上したにもかかわらず、資源の消費量は減らずにむしろ増加してしまうというパラドックス。1865年、イギリスの経済学者ウィリアム・スタンレー・ジェヴォンズが著書『石炭問題』の中で、技術の進歩によって石炭をより効率的に利用することができるようになった結果より広範な産業で石炭が使われるようになったことに注目し、ふつう直感的に理解するのとは逆に技術の進歩が燃料消費量の減少をもたらすとは限らないと唱えた。
この問題は、エネルギー効率の改善による消費のリバウンド効果を研究する経済学者によって近年再検討されている。効率性の改善はある特定の利用に必要な資源量を減らす一方で、資源利用コストを下げ新たな資源需要を増やすため、効率性の向上によって得たエネルギー節約分は相殺される。さらに効率向上によって経済成長が促進されるため、さらなる資源需要が生まれる。ジェボンズのパラドックスは、需要の増加が節約効果よりも大きく、全体として資源利用が増えるときに起こる。
ジェボンズのパラドックスは、効率性の向上が燃料使用量を増やすことを示すとして、省エネが無駄であるとする主張の根拠に使われてきた。だが一方で効率性の向上は物質的な生活水準の向上をもたらし得るものであり、効率性向上によるコスト差が環境税やその他の省エネ政策によって同程度に（またはより高く）維持されれば、燃料使用量は減る。ジェボンズのパラドックスは、エネルギー効率を高める技術進歩だけがある場合にのみあてはまり、省エネ基準を定めたり税でコストを増やすような政策がある場合には成り立たない。　

## 成り立ち

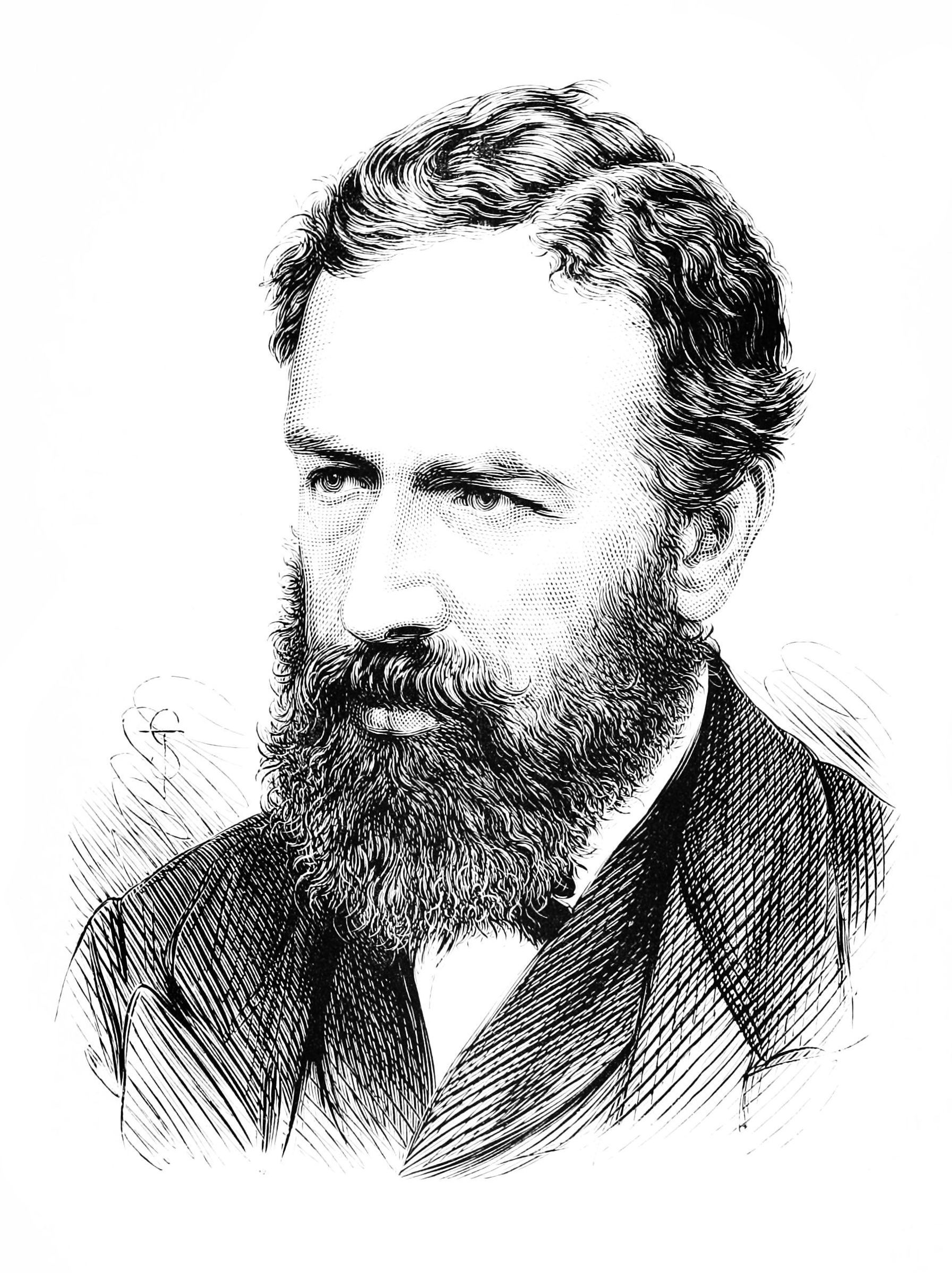
19世紀イギリスの経済学者、ジェボンズ。

ジェボンズのパラドックスは、ウィリアム・スタンレー・ジェヴォンズの1865年の著書『石炭問題( The Coal Question )』の中で初めて言及された。同書でジェボンズは、エネルギー効率の向上は燃料消費量の減少よりもむしろ増加をもたらすとして、「燃料の経済的使用が燃料消費量の削減に相当するとするのは、考え方が混乱している。本当はその逆だ。」と述べている。
ジェボンズは、ジェームズ・ワットにより石炭を燃料とする蒸気機関が導入されたあと石炭の消費量が急激に増加したことに着目した。ワットの蒸気機関はトーマス・ニューコメンが初め設計したものと比べ大幅に効率が良くなったものであった。このワットの発明によって石炭はより費用効率のよい資源となり、蒸気機関はより幅広い産業で利用されるようになった。つまり、あるひとつの場所で必要とされる石炭の量は減ったかもしれないが、全体的な石炭の消費量は増加したのである。
産業革命当時のイギリスでは石炭資源が急速に減少することが懸念されていたが、専門家の中には効率性をさらに向上させることによって石炭消費量は減ると唱えるものもいた。ジェボンズはこの見方は誤っていると主張し、効率性の向上は石炭消費量のさらなる増加をもたらし、イギリスの石炭資源の枯渇を促進するものであると指摘した。

## パラドックス発生の原因

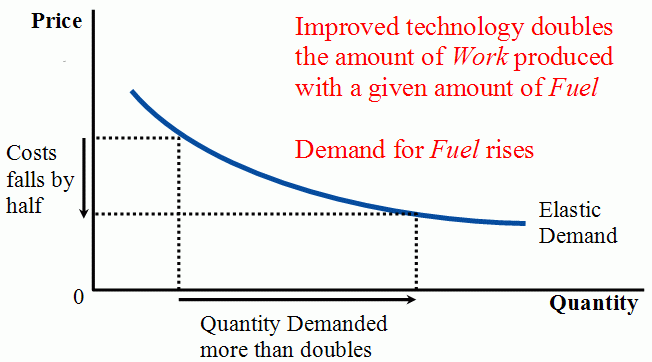
Elastic Demand for Work（弾力的需要）:
縦軸・価格が半分（燃料効率が2倍）になったときの横軸・数量（燃料使用量）の増え方が2倍以上であるため、全体として燃料需要は増える。ジェボンズのパラドックスが発生する。

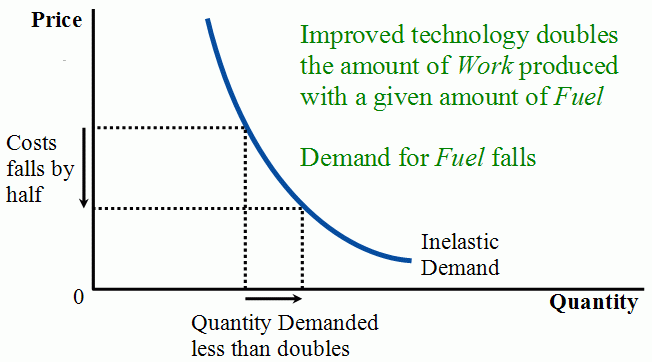
Inelastic Demand for Work（非弾力的需要）:
縦軸・価格が半分（燃料効率が2倍）になったときの横軸・数量（燃料使用量）の増え方が2倍以下であるため、全体として燃料需要は減る。ジェボンズのパラドックスは発生しない。

### リバウンド効果
ジェボンズのパラドックスを理解するための一つの方法として、資源（例えば燃料）の利用効率性の向上は、その資源によって得られるもの（例えば仕事）から測ったその資源価格（その資源の実効価格）の下落をもたらす点に注目したい。一般的に、財やサービスの価格が下がると需要は増える（参考：需要と供給、需要曲線）。従って、仕事の価格が低くなるとより多くの仕事が 購入 され、間接的により多くの燃料が購入される（つまり燃料需要が増える）。このような需要増は「リバウンド効果（rebound effect）」と呼ばれている。需要の増加は、効率性の向上による需要低下分を埋め合わせるほど大きい場合もあれば小さい場合もあるが、ジェボンズのパラドックスは、リバウンド効果が100 %以上、すなわち効率性による需要減少以上に需要の増加が生まれた場合に起こる。100 %を超えた分はbackfire（バックファイア） と呼ばれることもある。
単純なケース：財が燃料だけの完全競争市場で、燃料価格だけが仕事の価格の決定要因であるとする。燃料価格が一定のまま、燃料の仕事への転換効率が2倍になると、仕事の実効価格は半分になる。つまり同じ金額で2倍の仕事を購入できることになる。このとき、もし購入される仕事の量が2倍以上（すなわち仕事の需要が弾力的で、価格弾力性が1より大きい）であれば、使用される燃料の数量は効率が上がる前と比較して増えこそすれ減りはしない。しかしもし仕事の需要が非弾力的であれば、購入される仕事の量は2倍以下となり使用燃料量は減る。
完全解析では、生産物（仕事）は1種以上（例：燃料、労働力、機械）の財を使用し、それ以外の要因（例：非競合的な市場構造）も仕事の価格に影響することを考慮しなければならない。こうして燃料効率以外の要因を考慮にいれるほど燃料効率の仕事価格への影響は減少し、リバウンド効果は減衰されジェボンズのパラドックスは起こりにくくなる。さらに燃料需要の変化は燃料価格に影響を及ぼし、仕事の実効価格にも影響する。

### Khazzoom–Brookes 仮説
1980年代、経済学者の Daniel Khazzoom と Leonard Brookes は、社会におけるエネルギー利用の側面からジェボンズのパラドックスを再検討した。英国原子力公社（UK Atomic Energy Authority）のチーフ・エコノミストでもあった Brookes は、エネルギー消費量を減らそうとしてエネルギー効率を向上させるといった試みは、経済全体としては単にエネルギー需要を増やすことにしかならないと主張した。Khazzoom は、カリフォルニア・エネルギー委員会が定めた家庭電化製品の性能基準においてリバウンド効果が無視されているといった、より狭範なケースに取り組んだ。
1992年、経済学者ハリー・サンダース（Harry Saunders）は、「エネルギー効率の向上は、エネルギー消費を減らさずにむしろ増やすように作用する」とするこの仮説を「Khazzoom-Brookes仮説」と呼んだ。またサンダースは、Khazzoom-Brookes仮説は新古典派成長モデル（ソロー・スワンモデル）と矛盾しないことを明らかにした。
サンダースによるば、エネルギー効率の増大は二つの方法でエネルギー消費の増大をもたらす。一つ目は、エネルギー効率の向上によって比較的安価にエネルギーを利用できるようになり、利用が促進されるというもの（直接的リバウンド効果）。二つ目は、効率向上によって経済が成長し、経済全体としてエネルギー利用量が多くなるというものである。ミクロ経済のレベル（個別市場）では、リバウンド効果があったとしても、エネルギー効率の向上は通常エネルギー消費の減少という結果をもたらす。つまりリバウンド効果は100％を超えることはない、しかし、マクロ経済のレベルでは　より効率的な（すなわちより安価な）エネルギーにより経済成長が早まり、回りまわって経済全体としてのエネルギー使用量は増える。サンダースは、ミクロ経済およびマクロ経済の両効果を考慮した場合、エネルギー効率向上させる技術進歩は、全体としてエネルギー使用を増大させる傾向にある、と結論づけている。

## 省エネルギー政策
ジェボンズは、燃料効率の向上は燃料使用の減少ではなく増大をまねく傾向にあると警告した。これは燃料効率の向上が無価値であるという意味ではない。燃料効率の向上は生産力と物質的生活水準の向上を可能にする。例えば、より効率的な蒸気機関は物資や人員の輸送コストを下げ産業革命に貢献した。一方で、Khazzoom-Brookes 仮説が正しければ、燃料効率の向上では化石燃料の枯渇度合いを減らすことはできない。
ジェボンズのパラドックスはときに省エネが無駄との主張の根拠に使われることがある。例えば、石油をより効率的に使用したとしても、それは需要の増加を招き、ピークオイル到達を遅らせるものではない。この主張は通常環境政策を強制したり燃料効率性を向上させるべきでないとする理由としてあげられる（例：もし車が今より効率的になれば、乗る機会も増えてしまう）。この主張に対してはいくつかの問題点があげられる。第1に、先進国における石油市場など成熟した市場では直接的リバウンド効果は通常小さいため、燃料効率の向上は資源利用の減少をもたらすのみで、他の条件は変化しない。第2に、仮に燃料効率の向上が燃料使用量全体の減少に結びつかなくとも、燃料効率が上がることに付随して他の利便もある。例えば、燃料効率の向上は、ピークオイルに付随して起こる燃料価格上昇を和らげ燃料不足や混乱を軽減し得る。第3に、環境経済学者が指摘するように、政府による何らかの干渉（例えば環境税など）がある場合、燃料効率が上がってもコストは同額あるいは高額になり、燃料使用量は減少する。
ジェボンズのパラドックスは、燃料効率を上げるだけでは燃料使用量を下げることはできず、環境エネルギー政策に効果をもたせるためには政府は環境税など他の政策を併せて運用する必要があることを示している。。ジェボンズのパラドックスが当てはまるのは、燃料効率を高めるような技術的進歩だけであるので、同時にコストを増加させるような保護基準を強制すれば、効率の向上が逆説的に燃料使用量を増やす原因にはならない。技術進歩による効率向上を、実効性をもって燃料使用量削減につなげるためには、環境税、キャップアンドトレード、ガソリン税を高く設定するなど、需要を押し下げるような政府の介入が不可欠である。環境経済学者のマティース・ワケナゲルとウィリアム・リースは、効率性向上による費用の節約分は「税で相殺されるか、または経済循環の中で取り除かれる方がよい。できれば自然資本の回復に充てられるべきだ」と述べている。生態学的に持続可能な活動を促進するための政府介入も、その経済的負担を緩和すれば介入そのものがより受け入れやすいものになり、より実施可能性がより高まるかもしれない。

## 関連文献
- Jevons, William Stanley (1866). The Coal Question (2nd ed.). London: Macmillan and Co.
- Lords Select Committee on Science and Technology (5 July 2005). “3: The economics of energy efficiency”. Select Committee on Science and Technology Second Report. Session 2005-06. イギリス議会貴族院
- Herring, Horace (19 July 1999). “Does energy efficiency save energy? The debate and its consequences”. Applied Energy 63 (3):  209–226. doi:10.1016/S0306-2619(99)00030-6. ISSN 03062619.
- Owen, David (2010年12月20日). “Annals of Environmentalism: The Efficiency Dilemma”. The New Yorker:  pp. 78–
- Schipper, Lee (1994年11月26日). “Energy Efficiency Works, and It Saves Money”. The New York Times